# Santa Rita la Frontera
Santa Rita la Frontera es un ejido ubicado en el municipio de Marqués de Comillas, Chiapas en la frontera del sur de México colindando con Guatemala, forma parte de la Selva Lacandona.  Está formado por más de 40 ejidatarios y sus familias que son originarios de Veracruz, Guatemala y otras partes del estado de Chiapas.